# Różańsko
Różańsko (do 1945 niem. Rosenthal) – wieś w Polsce, położona w województwie zachodniopomorskim, w powiecie myśliborskim, w gminie Dębno. Według danych z 2015 miejscowość liczyła 618 mieszkańców.
W latach 1975–1998 wieś administracyjnie należała do województwa gorzowskiego.
Wieś znajdowała się od ok. 1250 na terytorium powstałej Nowej Marchii, pierwsza wzmianka pochodzi z 1337. Od 1945 leży w granicach Polski. Znajduje się tutaj barokowy kościół z 1735 oraz młyn szachulcowy z XIX w. Zabudowa ulicowa z owalnicą bez wyraźnego centrum; nowa część miejscowości biegnie w kierunku stacji kolejowej (1 km na wsch.).

## Integralne części wsi
| SIMC    | Nazwa    | Rodzaj  |
| ------- | -------- | ------- |
| 0180025 | Grzybno  | kolonia |
| 0180031 | Juncewo  | kolonia |
| 0180048 | Piołunek | osada   |
| 0180054 | Sulisław | kolonia |

## Toponimia
Nazwa na przestrzeni wieków: Rosental 1337, wywodzi się prawdopodobnie od rosnących w dużej ilości dzikich róż.

## Środowisko przyrodnicze
Krajobraz okolic równinny, poprzecinany przez Olchowy Rów (dopływ jeziora Ostrowieckiego) i Rów Różańsko, częściowo zagospodarowany rolniczo. Na nieużytkach i polach występują kępy zadrzewień śródpolnych, na pn.-zach. od wsi rozległe Kobyle Łąki. Charakteryzuje się wysokim zalesieniem, w którym dominują monokultury sosnowe. Wzdłuż dróg powiatowych ciągną się aleje lipowe i akacjowe. W okolicy stwierdzono liczne gatunki roślin objętych ochroną: arcydzięgiel litwor – przy moście nad Olchowym Rowem i przy wiadukcie kolejowym, bluszcz pospolity – cmentarz, grzybienie białe – śródleśne oczka wodne na terenie Nadleśnictwa Różańsko, pełnik europejski – Kobyle Łąki, kłoć wiechowata – pas szuwarów jeziorka Babino.

## Historia
- Ślady osadnictwa z epoki kamiennej; w okresie międzywojennym znaleziono sztylet krzemienny, topór krzemienny] i krzemienne groty strzał. Wiele znalezisk pochodzi z okresu (według historiografii niemieckiej) 150 p.n.e. – ok. 600 n.e., najliczniejsze znaleziska dotyczą II wieku n.e. Były to liczne pojedyncze groby, w tym grób określany jako „grób zachodnioburgundzkiej” księżnej. Wśród bogatego wyposażenia znaleziono m.in.: złote breloczki, szklane paciorki w kolorze białym i niebieskim, brązowy wisiorek, okucia drewnianej skrzyni, gliniaste przęśliki, okucia rogu do picia, żelazny nóż. Na cmentarzysku znaleziono liczne skorupy gliniaste oraz kuliste naczynia.
- Dwa cmentarzyska kultury łużyckiej na terenie Nadleśnictwa Różańsko: pierwsze odkryte w 1994, zakwalifikowane jako cmentarzysko popielnicowe z epoki brązu (X-V w. p.n.e.); drugie odkryte w 1999 podczas prac leśnych, datowane na epokę żelaza (ok. V w. p.n.e.)
- VIII-poł. X w. – w widłach Odry i dolnej Warty znajduje się odrębna jednostka terytorialna typu plemiennego, prawdopodobnie powiązana z plemieniem Lubuszan. Na północy od osadnictwa grupy cedyńskiej oddzielały ją puszcze mosińska (merica Massen) i smolnicka (merica Smolnitz). Mieszkańcy zajmowali się gospodarką rolniczo-hodowlaną.
- 960–972 – książę Mieszko I opanowuje tereny nadodrzańskie, obejmujące obręb późniejszej kasztelani cedyńskiej, ziemię kiniecką i kostrzyńską
- 1005 (lub 1007) – Polska traci zwierzchność nad Pomorzem, w tym również nad terytorium w widłach Odry i dolnej Warty
- 1112-1116 – w wyniku wyprawy Bolesława Krzywoustego, Pomorze Zachodnie uznaje zwierzchność lenną Polski
- Pocz. XIII w. – obszar na północ od linii Noteci-dolnej Warty i zachód od Gwdy w dorzeczu Myśli, Drawy, środkowej Iny, stanowi część składową księstwa pomorskiego; w niewyjaśnionych okolicznościach zostaje przejęty przez księcia wielkopolskiego Władysława Laskonogiego, a następnie jego bratanka, Władysława Odonica
- 1337 – wzmianka w księdze ziemskiej margrabiego brandenburskiego Ludwika Starszego pod nazwą Rosental (w ziemi golenickiej): "Rosental LXVII, dos IIII, Hasso de ylstet pro seruicio XII, Heine Schonenbeck habet seruicium, pactus X solidos, due taberne"[7] – wieś liczy 67 łanów, wolne od ciężarów podatkowych są 4 łany parafialne (dos), lennikiem zobowiązanym do służby konnej jest Hasso von Wedel posiadający 12 łanów oraz Heine von Schönebeck, pakt (pactus) płacony rycerstwu przez chłopów wynosi 10 szylingów (solidos), we wsi są dwie karczmy.
- 1402-1454/55 – ziemie Nowej Marchii pod rządami zakonu krzyżackiego
- 1454 – książę Fryderyk ofiarował 1/4 wsi kolegiacie w Myśliborzu, pozostałą część posiadał Mikołaj von Damnitz
- 1489 – zbudowano kościół na planie prostokąta bez chóru i wieży
- 1535-1571 – za rządów Jana kostrzyńskiego Nowa Marchia staje się niezależnym państwem w ramach Świętego Cesarstwa Rzymskiego
- 1538 – margrabia Jan Hohenzollern oficjalnie wprowadza na terenie Nowej Marchii luteranizm jako religię obowiązującą
- Od 1608 – wieś sołtysia, własność margrabiów brandenburskich, należy do domeny w Tham (Dębno)
- 1701 – powstanie Królestwa Prus
- Pocz. XVIII w. – zbudowano nowy kościół z ryglową wieżą
- Ok. 1718 – istnieje we wsi funkcja leśniczego królewskiego
- 1734 – pożar kościoła
- 1735 – zbudowano nowy kościół, z wieżą
- 1745 – wójtem lennym w Różańsku jest von Drosedow
- 1774 – utworzona zostaje pierwsza szkoła, licząca 81 uczniów
- Pocz. XIX w. – we wsi jest 22 chłopów, 22 zagrodników i tyle samo drobnych właścicieli, posiadających do 15 ha ziemi
- 1806-1807 – Nowa Marchia pod okupacją wojsk napoleońskich; na mocy traktatu w Tylży w dniu 12.07.1807 wojska francuskie opuszczają terytorium państwa pruskiego z wyjątkiem niektórych ważniejszych twierdz, pod warunkiem spłaty bądź zabezpieczenia nałożonej na Prusy kontrybucji wojennej
- 1807-1811 – reformy gospodarcze Steina- Hardenberga dotyczące zniesienia poddaństwa chłopów w Prusach; Różańsko staje się wsią chłopską
- 1808 – właścicielem części majątku staje się koniuszy von Drosedow
- 1815-1818 – reformy administracyjne Prus zmieniają strukturę Nowej Marchii; wieś należy do powiatu Chojna, w rejencji frankfurckiej, w prowincji brandenburskiej
- 1856 – dużą część wsi Różańsko nabywa właściciel Dolska, Tasillo von Tresckow
- 1 poł. XIX w. – mieszkańcy zatrudnieni byli w zawodach i rzemiosłach: naczelnik domeny, burmistrz, urzędnik stanu cywilnego, policjant, 3 szewców, 3 krawców, 3 sklepy spożywcze, urząd pocztowy, 2 listonoszy, handlarz jajami i dziczyzną, zrzeszenia kupna i sprzedaży, 2 kołodziejów, 2 malarzy, 1 rzeźnia ze sklepem, 1 hurtownik mięsa, 2 ogrodników, 2 młyny (parowy i wodny), 2 kuźnie, warsztat stolarski, 3 restauracje, szynkarz, zdun, 1 piekarnia, 2 sklepy z rowerami, 2 fryzjerów, rymarz, fotograf, pantoflarz i cieśla oraz robotnicy roli i leśni.
- 1871-1918 – Nowa Marchia w ramach zjednoczonej Drugiej Rzeszy Niemieckiej
- 1872 – gruntowna przebudowa kościoła, według danych umieszczonych w kuli wieńczącej wieżę, dobudowano półkolistą apsydę do elewacji wschodniej oraz transept
- 01.10.1874 – utworzono Urząd Stanu Cywilnego w Różańsku (Standesamt Rosenthal)[8]
- 31.08.1882 – otwarta zostaje linia kolejowa Stargard – Kostrzyn nad Odrą, przebiegająca przez Różańsko
- Ok. 1912 – założono straż pożarną
- Przed I wojną światową – elektryfikacja wsi
- Ok. 1914 – Różańsko ponownie staje się wsią gminną; liczy 23 zagrody o wielkości 33-62 ha
- 3.02.1945 – zajęcie przez wojska 2 Armii Pancernej 1 Frontu Białoruskiego
- Od 1945 – przybywają przesiedleńcy z okolic Tarnopola i z powiatu Sarny na Wołyniu; następnie polsko-ukraińskie rodziny z okolic Lwowa i z centralnej Polski
- latem 1945 – powstał Zarząd Gminny w Różańsku. Organizował go wójt mianowany przez Pełnomocnika Rządu. W skład zarządu wchodzili również zastępca wójta (podwójci) oraz sekretarz (później jeszcze 2 członków)
- Po 1945 – remont kościoła, wymieniono m.in. pokrycie dachu z dachówki na blachę
- 10.09.1946 – powołana została Gminna Rada Narodowa w Różańsku. Statut organizacyjny Zarządu Gminnego w Różańsku uchwalono dnia 20 marca 1948 r.[9]
- 15.03.1947 – Rozporządzeniem Ministrów: Administracji Publicznej i Ziem Odzyskanych z dnia 15 marca 1947 r. „o przywróceniu i ustaleniu urzędowych nazw miejscowości”, miejscowość Rosenthal została oficjalnie przemianowana na Różańsko[10]
- W maju 1971 r. – Pracownia Archeologiczno-Konserwatorska ze Szczecina prowadziła w pobliżu Różańska badania, dzięki którym udało się zidentyfikować ślady ośmiu wczesnośredniowiecznych (IX-X w.) i późnośredniowiecznych ((XIV-XV w.) osad. W poszczególnych punktach znaleziono liczne ułamki naczyń, w większości wykonanych z gliny z domieszką drobno tłuczonego kamienia i piasku. Osady znajdowały się na północny zachód od Różańska (najdalsza w odległości 2,25 km, w pobliżu dzisiejszej kolonii Juncewo, najbliższa w odległości 750 m)[11].
- 01.01.1973 – utworzono Urząd Gminy Różańsko. Był on organem pomocniczym Naczelnika Gminy, który z kolei był organem administracji państwowej na terenie gminy oraz organem wykonawczym Gminnej Rady Narodowej. Gminna Rada Narodowa była terenowym organem władzy państwowej i samorządu społecznego. Pierwszym naczelnikiem gminy Różańsko został Czesław Wróblewski. Pierwszy protokół z sesji Gminnej Rady Narodowej pochodzi z dnia 4 stycznia 1973 roku. Przewodniczącym Gminnej Rady Narodowej został wtedy wybrany Stanisław Gluza. Ostatnia sesja miała miejsce 28 września 1975 roku, przewodniczącym był wówczas Jan Gałgan, zaś naczelnikiem gminy Ryszard Wierzbicki[12].
- 19.12.1975 – likwidacja Gminy Różańsko na mocy rozporządzenia Ministra Administracji, Gospodarki Terenowej i Ochrony Środowiska z dnia 29 grudnia 1975 roku. Jej obszar został włączony do gminy Dębno.
- 1999 – rozpoczęto wydobycie gazu ziemnego z odwiertu należącego do Kopalni "Dębno"; zasoby złoża szacuje się na ok. 2398 mln m³[6]
- 16.10.1999 – zamknięto linię kolejową Stargard–Kostrzyn nad Odrą
- 2005 – budowa wiejskiego Ośrodka Kultury
- 2010-2011 – budowa oczyszczalni ścieków i kanalizacji wiejskiej

| Imię i nazwisko                                            | Lata       |
| ---------------------------------------------------------- | ---------- |
| Heine von Schönebeck, Hasso von Wedel                      | 1337       |
| 1/4 wsi kolegiata w Myśliborzu 3/4 Mikołaj von Damnitz     | 1454-      |
| elektor brandenburski państwo niemieckie (w domenie Dębno) | 1608-1945? |
| (część wsi) von Drosedow                                   | 1808-?     |
| (część wsi) von Tresckow                                   | 1856-?     |

## Ludność
Ludność w ostatnich 3 wiekach:

## Gospodarka
Struktura działalności gospodarczej na dzień 31.12.2005:
| Dział     | Ilość |
| Produkcja | 2     |
| Transport | 3     |
| Handel    | 3     |
| Usługi    | 5     |

Gospodarstwa rolne nastawione są na produkcję zbóż (jęczmień, żyto, pszenica) oraz na hodowlę trzody chlewnej. Dominuje rolnictwo tradycyjne, brak jest gospodarstw nastawionych na produkcję ekologiczną.
Struktura gospodarstw indywidualnych:
| Użytki rolne | Pow. w ha |
| Orne         | 503,5     |
| Zielone      | 223,5     |
| Inne         | 17,5      |
| Razem        | 744,5     |

Największym zakładem pracy jest Nadleśnictwo Różańsko.

## Edukacja
- Szkoła podstawowa – rozpoczęła działalność 5 stycznia 1946 jako 4-klasowa szkoła, pierwszą nauczycielką była Stefania Weber. Uczęszczali tu uczniowie z Różańska, Dolska, Pszczelnika, Dyszna i Ostrowca. Od roku 1948/49 jako 7-klasowa. W roku 1957/58 została zorganizowana dla mieszkańców tamtejszych wsi Szkoła Przysposobienia Rolniczego. 13 października 1963 szkołę przeniesiono do nowo wybudowanego budynku (w ramach akcji „Tysiąc szkół na tysiąclecie”). Od roku 1966/67 funkcjonowała jako szkoła 8-klasowa W roku 1973/74 przejęła funkcję zbiorczej szkoły gminnej i posiadła swoje filie w Dolsku, Pszczelniku, Dysznie, Ostrowcu. W ramach reformy z 1999 stała się szkołą 6-klasową, z oddziałem przedszkolnym.
- Młodzież dojeżdża do Gimnazjum Publicznego w Smolnicy

## Organizacje i instytucje
- Sołectwo Różańsko – ogół mieszkańców wsi Różańsko, Grzybno, Juncewo, Sulisław, Piołunek stanowi Samorząd Mieszkańców Sołectwa.
- Nadleśnictwo Różańsko – jednoobrębowe, utworzone 01 stycznia 1995, powierzchnia ogólna 14901,09 ha (stan na 31 grudnia 2013), powierzchnia leśna 13100 ha, zasięg terytorialny 332,34 km². W skład Nadleśnictwa wchodzi 8 leśnictw: Chłopiny, Chłopowo, Dolsk, Dyszno, Pszczelnik, Smoliny, Różańsko i Nowogródek. Na terenie Nadleśnictwa znajdują się trzy rezerwaty przyrody o łącznej powierzchni 251,80 ha: Czapli Ostrów, Długogóry, Bagno Chłopiny. Udział poszczególnych gatunków według zajmowanej powierzchni: sosna 67,7%, świerk 3,9%, dąb 5,4%, buk 5,0%, brzoza 7,8%, pozostałe liściaste 8,6%, pozostałe iglaste 1,6%. Przeciętny wiek drzewostanów 61 lat, przeciętna zasobność drzewostanów 223 m³/ha[17][18].
- Klub Sportowy LZS „Sokół” Różańsko – założony w 1946, barwy: zielono-białe[19]
- Międzyszkolny Uczniowski Klub Sportowy „Feniks” Różańsko – sekcja: warcaby 100–polowe
- Filia Niepublicznego Zakładu Opieki Zdrowotnej Lekarzy Rodzinnych w Dębnie
- Filia Biblioteki Miejskiej w Dębnie – w budynku świetlicy (dawny sklep GS)
- Ochotnicza straż pożarna
- Urząd pocztowy
- Towarzystwo Przyjaciół Lasu
- Szkolne Koło LOP
- Szkolne Koło LOK
- Stowarzyszenie Koło Chłopów Wiejskich w Różańsku (utworzone w 2015 r.)
- Koło Gospodyń Wiejskich w Różańsku (utworzone w 2019 r.)

## Atrakcje turystyczne
- Kościół św. Michała Archanioła
- Młyn szachulcowy z XIX w., przy drodze do nieczynnej obecnie stacji kolejowej
- Przez Różańsko przebiegają szlaki turystyczne: żółty „Nad rzeką Kosą”